# Maltese Premier League (2023/2024)
Premier League Malti 2023/2024 (ze względów sponsorskich zwana jako BOV Premier League) – była 109. edycją najwyższej klasy rozgrywkowej piłki nożnej na Malcie.
Brało w niej udział 14 drużyn, które w okresie od 16 września 2023 do 4 maja 2024 rozegrały 26 kolejek meczów.
Sezon ten był sezonem przejściowym. Liga została zredukowana do dwunastu zespołów. Relegowane bezpośrednio zostały cztery drużyny.
Tytuł mistrzowski obroniła drużyna Ħamrun Spartans zdobywając drugi tytuł z rzędu, a dziesiąty w swojej historii.

## Drużyny
| Uczestnicy poprzedniej edycji | Uczestnicy poprzedniej edycji | Uczestnicy poprzedniej edycji | Uczestnicy poprzedniej edycji |
| --- | ----------------------------- | ----------------------------- | ----------------------------- |
| ĦAM | Ħamrun Spartans               | Ħamrun                        | 1                             |
| BIR | Birkirkara FC                 | Birkirkara                    | 2                             |
| GŻI | Gżira United FC               | Gżira                         | 3                             |
| BAL | Balzan FC                     | Balzan                        | 4                             |
| HIB | Hibernians                    | Paola                         | 5                             |
| MOS | Mosta                         | Mosta                         | 6                             |
| FLO | Floriana FC                   | Floriana                      | 7                             |
| VAL | Valletta FC                   | Valletta                      | 8                             |
| SIR | Sirens FC                     | Saint Paul’s Bay              | 9                             |
| GUD | Gudja United FC               | Gudja                         | 10                            |
| MRS | Marsaxlokk FC                 | Marsaxlokk                    | 11                            |
| po barażach |                               |                               |                               |
| SLC | St. Lucia FC                  | Santa Luċija                  | 12                            |
| Awans z Maltese Challenge League |                               |                               |                               |
| SLI | Sliema Wanderers              | Sliema                        | 1                             |
| NAX | Naxxar Lions FC               | Naxxar                        | 2                             |
| Oznaczenia: - kolumna pierwsza – skróty nazw drużyn, - kolumna trzecia – siedziba klubu, - kolumna czwarta – miejsce zajęte w poprzednim sezonie. |                               |                               |                               |

## Tabela
| Lp. | Drużyna              | M  | Z  | R  | P  | B+ | B- | +/– | Pkt | Kwalifikacja lub spadek                         |
| --- | -------------------- | -- | -- | -- | -- | -- | -- | --- | --- | ----------------------------------------------- |
| 1   | Ħamrun Spartans (M)  | 26 | 19 | 5  | 2  | 61 | 16 | +45 | 62  | Liga Mistrzów UEFA • I runda kwalifikacyjna     |
| 2   | Floriana             | 26 | 18 | 3  | 5  | 53 | 19 | +34 | 57  | Liga Konferencji UEFA • I runda kwalifikacyjna  |
| 3   | Sliema Wanderers (P) | 26 | 14 | 8  | 4  | 34 | 12 | +22 | 50  | Liga Konferencji UEFA • II runda kwalifikacyjna |
| 4   | Marsaxlokk           | 26 | 12 | 7  | 7  | 40 | 23 | +17 | 43  | Liga Konferencji UEFA • I runda kwalifikacyjna  |
| 5   | Birkirkara           | 26 | 9  | 9  | 8  | 28 | 27 | +1  | 36  |                                                 |
| 6   | Naxxar Lions         | 26 | 9  | 8  | 9  | 32 | 35 | −3  | 35  |                                                 |
| 7   | Hibernians           | 26 | 9  | 8  | 9  | 29 | 28 | +1  | 35  |                                                 |
| 8   | Balzan               | 26 | 8  | 10 | 8  | 26 | 28 | −2  | 34  |                                                 |
| 9   | Gżira United         | 26 | 9  | 6  | 11 | 38 | 33 | +5  | 33  |                                                 |
| 10  | Mosta                | 26 | 7  | 10 | 9  | 19 | 32 | −13 | 31  |                                                 |
| 11  | Santa Lucia (S)      | 26 | 8  | 6  | 12 | 25 | 41 | −16 | 30  | Spadek do Maltese Challenge League              |
| 12  | Valletta (S)         | 26 | 6  | 9  | 11 | 26 | 31 | −5  | 27  | Spadek do Maltese Challenge League              |
| 13  | Sirens (S)           | 26 | 3  | 7  | 16 | 17 | 50 | −33 | 16  | Spadek do Maltese Challenge League              |
| 14  | Gudja United (S)     | 26 | 0  | 6  | 20 | 14 | 67 | −53 | 6   | Spadek do Maltese Challenge League              |

## Wyniki
| Gospodarz \ Gość | BAL | BIR | FLO | GUD | GŻI | ĦAM | HIB | MAR | MOS | NXX | SLC | SLI | SIR | VAL |
| ---------------- | --- | --- | --- | --- | --- | --- | --- | --- | --- | --- | --- | --- | --- | --- |
| Balzan           |     | 0–3 | 0–3 | 2–0 | 1–0 | 1–7 | 0–0 | 0–0 | 0–0 | 1–2 | 0–1 | 1–1 | 3–0 | 0–0 |
| Birkirkara       | 1–1 |     | 1–2 | 2–0 | 3–2 | 3–0 | 1–1 | 0–2 | 0–2 | 0–2 | 1–2 | 1–0 | 2–2 | 1–1 |
| Floriana         | 2–2 | 2–0 |     | 5–1 | 0–1 | 0–5 | 2–0 | 3–2 | 4–0 | 1–1 | 2–0 | 2–0 | 3–0 | 1–0 |
| Gudja United     | 2–2 | 1–1 | 1–1 |     | 1–6 | 0–4 | 0–3 | 1–1 | 0–1 | 2–4 | 0–4 | 0–6 | 1–2 | 0–3 |
| Gżira United     | 1–1 | 0–0 | 3–1 | 3–0 |     | 0–1 | 0–4 | 2–4 | 2–1 | 1–1 | 1–2 | 0–2 | 1–0 | 1–1 |
| Ħamrun Spartans  | 1–0 | 2–0 | 1–0 | 3–0 | 2–1 |     | 1–1 | 1–2 | 1–1 | 4–1 | 4–1 | 1–1 | 2–0 | 1–1 |
| Hibernians       | 0–2 | 0–1 | 0–2 | 1–0 | 3–2 | 1–2 |     | 0–2 | 0–0 | 0–2 | 3–2 | 0–1 | 2–1 | 2–2 |
| Marsaxlokk       | 0–1 | 0–0 | 1–0 | 2–1 | 1–1 | 0–1 | 1–1 |     | 1–2 | 5–1 | 3–0 | 1–2 | 3–1 | 0–1 |
| Mosta            | 0–2 | 0–2 | 0–3 | 0–0 | 0–3 | 0–4 | 3–1 | 3–2 |     | 2–0 | 1–1 | 0–3 | 0–0 | 1–0 |
| Naxxar Lions     | 1–1 | 2–0 | 0–3 | 2–1 | 0–1 | 0–4 | 0–0 | 0–0 | 0–0 |     | 4–0 | 1–4 | 1–2 | 4–0 |
| Santa Lucia      | 0–1 | 2–2 | 0–4 | 1–1 | 2–1 | 1–3 | 0–2 | 0–3 | 1–0 | 1–0 |     | 0–1 | 1–1 | 2–0 |
| Sliema Wanderers | 1–0 | 0–0 | 0–2 | 2–0 | 1–0 | 0–0 | 0–0 | 0–1 | 0–0 | 0–0 | 3–1 |     | 3–0 | 1–0 |
| Sirens           | 1–4 | 1–2 | 0–3 | 2–0 | 0–4 | 0–4 | 1–2 | 1–1 | 1–1 | 1–1 | 0–0 | 0–1 |     | 0–3 |
| Valletta         | 1–0 | 0–1 | 0–2 | 5–2 | 1–1 | 1–2 | 0–2 | 0–2 | 1–1 | 1–2 | 1–1 | 1–1 | 2–0 |     |

## Najlepsi strzelcy
| Bramki | Strzelcy                           | Drużyna         |
| ------ | ---------------------------------- | --------------- |
| 21     | Luke Montebello                    | Ħamrun Spartans |
| 13     | Yuri de Jesus Messias              | Marsaxlokk      |
| 13     | Kemar Reid                         | Floriana        |
| 11     | Uroš Đuranović                     | Ħamrun Spartans |
| 10     | Andrei Ciolacu                     | Birkirkara      |
| 10     | Pablo Augusto Servo de Carvalho    | Naxxar Lions    |
| 9      | Sunday Akinbule                    | Marsaxlokk      |
| 8      | Jurgen Degabriele                  | Hibernians      |
| 8      | Willis Furtado                     | Floriana        |
| 8      | Gabriel Bohrer Mentz               | Gżira United    |
| 7      | Federico Falcone                   | Valletta        |
| 7      | Seth Paintsil                      | Ħamrun Spartans |
| 7      | Jonny Robert Do Nascimiento Torres | Ħamrun Spartans |

Źródło: 

## Stadiony
| Ta’ QaliCentenaryTony Bezzina | Ta’ Qali         | Ta’ Qali          | Paola                |
| Ta’ QaliCentenaryTony Bezzina | Ta’ Qali Stadium | Centenary Stadium | Tony Bezzina Stadium |
| Ta’ QaliCentenaryTony Bezzina |                  |                   |                      |

Źródło: 